# Éforo de Cime
Éforo (em grego: Ἔφορος; ca. 405 a.C. — 330 a.C.) foi um historiador grego nascido em Cime, na Eólida, Ásia Menor. As informações sobre sua vida são limitadas; era pai de Demófilo, que seguiu seus passos como historiador, e à alegação de Plutarco de que Éforo teria recusado uma oferta de Alexandre Magno para se juntar a ele em sua campanha persa como o historiógrafo oficial. Juntamente com o historiador Teopompo, foi pupilo de Isócrates, em cuja escola frequentou dois cursos de retórica.[carece de fontes?] Ele não parece, no entanto, ter feito muito progresso na arte, e diz-se que ele teria passado a se dedicar à composição e ao estudo da história por uma sugestão do próprio Isócrates.[carece de fontes?]
O fruto de seus trabalhos foi um conjunto de 29 livros, sua História Universal. A obra, editada por seu filho Demófilo - que adicionou um trigésimo livro - continha uma descrição sumária das Guerras Sacras, além de outras narrativas desde os dias dos heráclidas à conquista de Perinto em 340 a.C. por Filipe da Macedônia, cobrindo um espaço de tempo de mais de setecentos anos. De acordo com Políbio, Éforo foi o primeiro historiador a compilar uma história universal. Para cada um dos 29 livros Éforo escreveu um prooimion. A obra provavelmente foi chamada apenas de Historiai, e seguia uma ordem mais temática do que cronológica em sua narrativa. Diodoro Sículo foi o grande responsável por preservar a sua obra ao copiar grandes trechos de seus escritos. O livro XXX, cobrindo os anos de 356 a 340 a.C., foi acrescentado por Demófilo muito provavelmente depois da morte de Éforo.[carece de fontes?] Os fragmentos de seus escritos contidos no texto de Diodoro constituem a única narrativa contínua da históra da Grécia entre os anos de 480 e 340 a.C.
Éforo fez uso crítico das melhores autoridades disponíveis no assunto, e sua obra, altamente louvada e muito lida na Antiguidade, foi baseada livremente na de Diodoro Sículo e outros compiladores. Estrabão dá muita importância às suas investigações geográficas, e o elogia por ter sido o primeiro a separar o elemento histórico daquele simplesmente geográfico. Em sua Geografia, Estrabão cita Éforo extensivamente sobre as práticas pederásticas dos cretenses, o único relato etnográfico confiável sobre os ritos de passagem cretenses, que tinham como paralelo o mito de Zeus e Ganimedes. Políbio, ao mesmo tempo em que lhe creditou pelo conhecimento sobre as condições das batalhas navais, ridicularizou sua descrição das batalhas de Leuctra e Mantinéia (362 a.C.) como uma amostra de seu desconhecimento da natureza das operações terrestres.
Além da históra universal, Éfoto escreveu um Epichorios logos (um ensaio patriótico), no qual louvava as tradições de Cime. Também escreveu Peri heurematon, um livro sobre invenções, e Peri lexeos, "Sobre o estilo".
Seus escritos que restaram mostram uma certa falta de paixão, apesar de seu interesse perspicaz em matéria de estilo e de partidarismo político - a se excetuar o seu entusiasmo por Cime. De acordo com escritores antigos, ele era respeitado por ser um historiógrafo hábil e meticuloso, embora um tanto aborrecido. Foi elogiado por ter demarcado (embora nem sempre) uma linha acentuada separando o mítico do histórico; ele até mesmo reconheceu que embora a profusão de detalhes empreste uma força para corroborar os relatos dos eventos recentes, ela seria motivo para suspeita, em relatos de histórias muito distantes. Seu estilo era pomposo e artificial, como era natural em se considerando seu treinamento quando jovem, e frequentemente sacrificava a verdade ao efeito retórico; mas, de acordo com Dionísio de Halicarnasso, ele e Teopompo eram os únicos escritores históricos cuja linguagem era precisa e finalizada. Outras obras atribuídas a ele são:
- Um tratado sobre descobertas
- Respeitando as coisas boas e más
- Sobre as coisas notáveis em vários países (não se sabe se estas eram obras separadas ou apenas trechos das Historiai)
- Um tratado sobre minha terra, sobre a história e as antiguidades de Cima
- Um ensaio sobre o estilo, sua única obra retórica, que é ocasionalmente mencionada pelo retórico Teão